# Sosa Mulia
Sosa Mulia is een bestuurslaag in het regentschap Padang Lawas van de provincie Noord-Sumatra, Indonesië. Sosa Mulia telt 1496 inwoners (volkstelling 2010).